# Alfonso Signorini
 (janvier 2020).
Si vous disposez d'ouvrages ou d'articles de référence ou si vous connaissez des sites web de qualité traitant du thème abordé ici, merci de compléter l'article en donnant les références utiles à sa vérifiabilité et en les liant à la section « Notes et références ».
Alfonso Signorini, né le 7 avril 1964 à Milan, est un animateur de télévision italien.

## Biographie
Alfonso Signorini fait ses débuts à la Rai en 2002. 

## Télévision
- 2002 : Chiambretti c'è
- 2002-2003 : Nessuno è Perfetto è perfetto (Canale 5)
- 2003-2004 : Piazza Grande (Rai 2)
- 2003, 2007 et 2015-2016 : L'isola dei famosi (Rai 2 et Canale 5)
- 2004-2008 : Markette (LA7)
- 2005 : Ritorno al presente (Rai 1)
- 2006-2012 : Verissimo (Canale 5)
- 2007 : Scherzi a parte (Canale 5)
- 2008-2012 : Grande Fratello (Canale 5)
- 2009 : Maurizio Costanzo Show (Canale 5)
- 2010 : Verissimo di Primavera (Canale 5)
- 2010 : Finale di Mediafriends Cup (Canale 5)
- 2010-2011 : Kalispéra! (Canale 5)[1]
- 2011 : La notte degli chef (Canale 5)
- 2011-2012 et 2018-2019 : Opera on Ice (Canale 5)
- 2013 : Studio 5 (Canale 5)
- 2015-2018 : Una serata... Bella (Rete 4 et Italia 2)
- 2016-2018 : Grande Fratello VIP (Canale 5)
- 2017 : Speciale Uomini e donne - Le olimpiadi della TV (Canale 5)
- 2017 : The Winner Is... (Canale 5)
- 2017 : Estate (Canale 5)
- 2017 : Casa Signorini
- 2017 : Turandot (Canale 5)
- 2018 : CR4 - La Repubblica delle Donne (Rete 4)
- 2018 : La bohème (Canale 5)
- 2020 : Grande Fratello VIP (Canale 5)